# Osmoxylon pseudofoliatum
Osmoxylon pseudofoliatum är en araliaväxtart som beskrevs av Barry John Conn och David Frodin. Osmoxylon pseudofoliatum ingår i släktet Osmoxylon och familjen Araliaceae. Inga underarter finns listade.